# BreakAway Games
BreakAway Games est un studio de développement de jeux vidéo fondé en 1998 et basé à Hunt Valley (Maryland).

## Ludographie
- 1998 : Sid Meier's Antietam!
- 2000 : Cléopâtre : La Reine du Nil
- 2001 : Waterloo: Napoleon's Last Battle
- 2002 : Empereur : L'Empire du milieu
- 2002 : Tropico: Paradise Island
- 2002 : Austerlitz: Napoleon's Greatest Victory
- 2003 : Civilization III: Conquests
- 2006 : Le Seigneur des Anneaux : La Bataille pour la Terre du milieu II - L'Avènement du roi-sorcier
- 2008 : Command and Conquer 3 : La Fureur de Kane